# Jevgenia Ginzburg
Jevgenia Semjonovna Ginzburg (ryska: Евгения Семёновна Гинзбург), född 20 december 1904 i Moskva, död 25 maj 1977 i Moskva, var en sovjetisk författare av judisk härkomst, känd för sina memoarer om 18 år som fånge i Gulag. Hon var mor till författaren Vasilij Aksenov.

## Biografi
Ginzburg arbetade som universitetslektor i Kazan och var en högt uppsatt funktionär i kommunistpartiet då hon 1937 arresterades och dömdes i Stalins utrensningar till fängelse och arbetsläger (Gulag). I Kolyma arbetade hon bland annat som sjuksköterska, med hårt skogsarbete och jordbruk. Ginzburg släpptes efter att ha avtjänat sitt straff 1947, bara för att åter fängslas 1949. Hon släpptes efter ett år men fick inte lämna Kolyma. Inte förrän 1955 fick hon återvända till "fastlandet". Hennes skildringar av tiden i fängelse och läger, som hon började skriva efter frigivningen, spreds inom Sovjetunionen som samizdat. Jevgenia Ginzburgs memoarer i två delar, Крутой маршрут 1 och Крутой маршрут 2, publicerades i väst år 1967 och 1979. (Крутой маршрут betyder ”Den branta vägen”).
Ginzburgs memoarer är vid sidan av Aleksandr Solzjenitsyns och Varlam Sjalamovs gulagböcker de mest uppmärksammade vittnesbörden om gulaglägren.

## Publiceringar av memoarerna
Den första delen av hennes memoarer, Крутой маршрут 1, publicerades i Italien på ryska och italienska 1967. Samma år gavs den ut på engelska och även på svenska. Denna första del behandlar hennes gripande 1937, de två åren i fängelse och vidare fångtransporten med tåg till Sibirien och båttransporten till Kolymas gulagläger.
- Resa till avgrunden (översättning Greta Hjelm, Bonnier, 1967).
- Journey into the Whirlwind (Harcourt Brace Jovanovich, 1967)

Den andra delen, Крутой маршрут 2, gavs också ut i Italien år 1979. Den är inte översatt till svenska, den engelska översättningen heter Within the Whirlwind. Denna del handlar om hennes plågsamma och osäkra liv i olika läger i Kolyma fram till hennes "rehabilitering" 1955.
- Within the Whirlwind (Collins and Harvill, 1981) ISBN 0-00-262366-8

## Film
Filmen Within the Whirlwind i regi av den holländska regissören Marleen Gorris bygger på båda delarna av Ginzburgs memoarer. Jevgenia Ginzburg spelas i filmen av Emily Watson. Filmen hade premiär 2010.